# Riaz Ahmed Gohar Shahi
Riaz Ahmed Gohar Shahi (ریاض احمدگوھرشاہی; * 25. November 1941 in Dhok Gohar Shah im Bezirk Rawalpindi, Britisch-Indien, Vereinigtes Königreich (seit 1947 zu Pakistan); † 25. November 2001 in Manchester, England, Vereinigtes Königreich) auch bekannt als Sayyedna Riaz Ahmed Gohar Shahi (سیدناریاض احمدگوھرشاہی) oder Hazrat Sayyedna Riaz Ahmed Gohar Shahi Muddazullahul Aali (حضرت سیدناریاض احمدگوھرشاہی مدظلہ العالی), war ein muslimischer Sufi und Autor, außerdem Gründer und spiritueller Führer der „Internationalen Spirituellen Bewegung Anjuman Serfaroshan-e-Islam“.

## Etymologie des Namens
Sein vollständiger Name lautete Riaz (Riyadh) Ahmed Gohar Shahi. Riaz bedeutet „Stück“ oder „Garten“, Ahmed ist einer der Namen Muhammads und der Nachname Gohar Shahi bedeutet „Königlicher Edelstein“ und stammt von seinem Vorfahren Baba Ali Shah, der selbst ein berühmter Sufi- und spiritistische Gohar war. Das Dorf, in dem Gohar Shahi geboren wurde nennt sich Dhok Gohar Shah, was so viel wie Dorf von Gohar Shah bedeutet. Gohar Shahi ist die fünfte Generation nach Gohar Baba Ali Shah.

## Leben
Seit seiner Kindheit lebte er unter dem Einfluss und der Kontrolle traditioneller muslimischer Sufis und "Heiliger". Im Alter von zwanzig Jahren, als Gohar Shahi Besitzer der FQ Steel Industries war, begab er sich auf die Suche nach Spiritualität unter die „Heiligen“ und Derwische seiner Zeit. Erst als er spirituelle Einsicht erlangt hatte, kehrte er zu seiner Arbeit zurück, heiratete und hatte drei Kinder.
Im Alter von vierunddreißig Jahren schickte ihn Bari Imam zum Schrein des Sultan Bahu um eine neue spirituelle Ebene zu erreichen (Inner Spiritual Dimensions of Knowledge). Gohar Shahi verließ Arbeit, Familie und Eltern und ging nach Shorkot, wo er unter der Aufsicht des Sultan Bahu dessen Buch Nurul Huda (Light of Guidance) studierte. Anschließend ging er zu Sehwan Sharif zur Selbstkasteiung und um Frieden des Herzens zu finden und verbrachte drei Jahre in den Bergen von Sehwan Sharif und im Wald von Laal Bagh in Selbstreinigung.
In kurzer Zeit wurde er dann in Pakistan populär. Gohar Shahi wurde zum Besuch und zu Reden in Moscheen, Hindu-Tempel, Kirchen und Sikh-Tempel eingeladen. Er soll der erste Muslim gewesen sein, der von Menschen vieler Glaubensrichtungen eingeladen wurde, in ihren Tempeln zu lehren.

## Tod
Gohar Shahi starb am 25. November 2001 in Manchester, Vereinigtes Königreich an einer Pneumonie. Der Körper von Gohar Shahi wurde zurück nach Pakistan gebracht und in Markazi Aastana am Kotri, wo sich das Internationale Sekretariat der Internationalen spirituellen Bewegung Anjuman Serfaroshan-e-Islam befindet, begraben. Seine Anhänger veranstalten Pilgerfahrten zu seinem Mausoleum. Gohar Shahis Familie wohnt noch in Kotri darunter seine Witwe, fünf Söhne und eine Tochter.

## Literarische Werke
Gohar Shahi verfasste eine Reihe von Büchern und Abhandlungen, einschließlich der auf Sufi-Dichtung bekannt als Turyaaq-e-Qulb, im Sinne von „Heilung für die Herzen“. Zu den Werke von Gohar Shahi gehören:
- Ruhani Safar (Spiritual Journey)
- Menara-e-Noor (Minart of Light)
- Roshnash (Eine Induktion)
- Tuhfa Dauer-Majalis (Geschenk von Kongregationen)
- Deen-e-Illahi (Die Religion Gottes)-Gohar Shahi als die wichtigste Tätigkeit von seinen Anhängern.